# Грималюк Іван Васильович
Іван Васильович Грималю́к (нар. 28 листопада 1933, Річка) — український майстер художнього різьблення по дереву.
Ремесла навчався самостійно. Виготовляв барильця, топірці, пудрениці.